# 宝兴野青茅
宝兴野青茅（学名：Deyeuxia moupinensis）为禾本科野青茅属下的一个种。

## 扩展阅读
維基物種上的相關：宝兴野青茅